# كلينت اولبرايت
كلينت اولبرايت هو لاعب هوكي الجليد كندي، ولد في 28 فبراير 1926 في وينيبيغ في كندا، وتوفي في 30 ديسمبر 1999.

## وصلات خارجية
- كلينت اولبرايت على موقع دوري الهوكي الوطني (الإنجليزية)
- كلينت اولبرايت على موقع قاعة مشاهير الهوكي (لاعب أن.إتش.أل) (الإنجليزية)
- كلينت اولبرايت على موقع EliteProspects.com (الإنجليزية)
- كلينت اولبرايت على موقع HockeyDB.com (الإنجليزية)
- كلينت اولبرايت على موقع Hockey-Reference.com (الإنجليزية)